# William Taylor (1er baronnet)
Pour les articles homonymes, voir William Taylor (homonymie).
William Johnson Taylor, 1er baronnet (23 octobre 1902 - 26 juillet 1972) est un homme politique conservateur et national libéral du Royaume-Uni.

## Biographie
Aux élections générales de 1945, il se présente sans succès dans la circonscription de Bradford East dans le Yorkshire de l'Ouest, perdant cette année-là par une large marge face au candidat du parti travailliste Frank McLeavy. Après des changements de limites, il se présente aux élections générales de 1950 dans la ville voisine de Bradford North, où il bat la députée travailliste Muriel Nichol.
Taylor sert sous Harold Macmillan en tant que secrétaire parlementaire du ministère de l'Approvisionnement entre 1957 et 1959, lorsque le poste est supprimé, et en tant que Sous-secrétaire d'État de l'air entre 1959 et 1962. Il occupe le siège de Bradford North jusqu'à sa défaite aux élections générales de 1964 face à Ben Ford du Labour. Il est créé baronnet, de Cawthorne dans la circonscription ouest du comté de York, en 1963. Il est décédé en juillet 1972, à l'âge de 69 ans.